# Jean du Lys (fils)
Jean du Lys, dit le Picard ou le capitaine Grand-Jean est un petit neveu de Jeanne d'Arc. Militaire, il fut compagnon d’armes de Bayard.

## Présentation
Jean du Lys est le fils de Jean, fils de Jacquemin d'Arc, frère aîné de la Pucelle. Il mourut en 1540 et laissa un fils :
- Michel du Lys, gentilhomme ordinaire du roi Henri II.